# 스토크 (식물)
스토크(영어: stock 스톡[*], 학명: Matthiola incana)는 배추과에 속하는 식물이다.

## 특징
원산지는 남부 유럽이며, 이른 봄부터 꽃이 핀다. 홑꽃과 겹꽃이 있고 색깔은 다양하다. 향기가 좋은 것이 특징이다.